# Нілум (район)
Нілум (також пишеться Нілам; урду نیلم [niːləm]) — найпівнічніший із 10 районів, розташованих на території Азад Кашмір, яка знаходиться під управлінням Пакистану. Займаючи більшу частину долини Нілам, район має населення близько 191000 осіб (станом на 2017 рік).  Він був одним із найбільш постраждалих районів Пакистану під час Кашмірського землетрусу 2005 року.

## Місцезнаходження
Район межує на півночі та північному сході з округом Діамер, районом Асторе та районом Скарду Гілгіт-Балтістану, на півдні з районом Купвара та районом Бандіпора, що знаходяться під управлінням Індії Джамму та Кашмір, на р. на південному заході районом Музаффарабад, а на заході районом Мансехра провінції Хайбер-Пахтунхва в Пакистані.
Долина Нілум була відома до поділу як Кішанганга, а згодом була перейменована на село Нілам. Вона витікає з долини Ґурез у штаті Джамму та Кашмір, що знаходиться під управлінням Індії, і приблизно слідує спочатку західному, а потім південно-західному руслу, поки не з’єднається з річкою Джелум у Музаффарабаді. Долина вкрита густим лісом  регіон із висотою від 1200 і 2300 метрів, з гірськими вершинами по обидва боки, що досягають 5200 м. Долина Нілум становить 144 км в довжину. Лінія контролю пролягає через долину, або через гори на південний схід, або місцями прямо вздовж річки, з кількома селами на лівому березі, що падає на індійську сторону кордону.

## Адміністрація

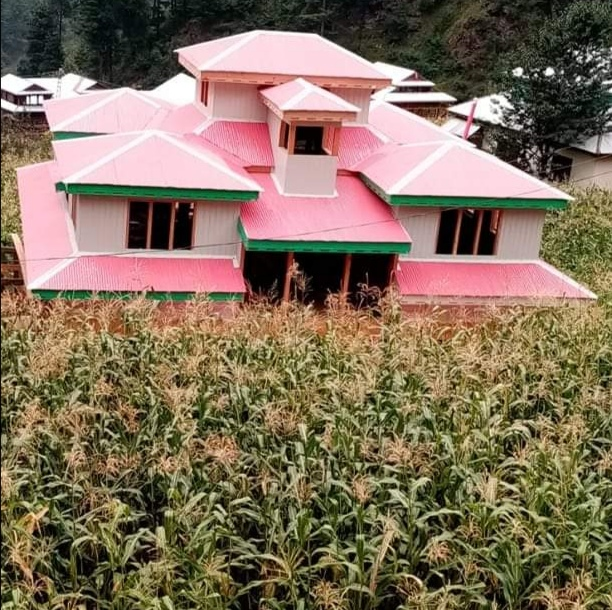
Кукурудзяне поле в Досуті

Округ Нілум був частиною округу Музаффарабад до 2005 року. Він складається з двох техсілей: Атмукам Техсіль, у якому розташована штаб-квартира округу, та Шарда Техсіль. Район Нілум — найбільший за площею район Азад Кашміру. Долина тягнеться приблизно на 200 кілометрів уздовж річки Нілум. Це загалом бідний регіон, який залежить від натурального сільського господарства та ремесел, а туризм зростає в останні роки. Відповідно до рейтингу освіти округу Аліфа Айлана в Пакистані за 2015 рік, округ Нілум посідає 33 місце з 148 округів за рівнем освіти. За об’єктами та інфраструктурою район займає 136 місце зі 149. У долині Нілум є можливості для всіх, включаючи походи, риболовлю, рафтинг і каякінг.

## Мови
Рідними в районі є кілька мов, переважає Гіндко. Це мова ширшого спілкування в цьому регіоні, і нею розмовляють на рідному або майже рідному рівні майже всі члени інших мовних спільнот, багато з яких відмовляються від своєї мови та переходять на гіндько. Цю мову зазвичай називають Пармі (або Парімі, Парім ), ця назва, ймовірно, походить від кашмірського слова apārim «з іншого боку», яким кашмірці Кашмірської долини називали горян, які розмовляли цією мовою. Мова також іноді відома як пахарі, хоча вона більше схожа на мову гіндко сусідньої долини Каган, ніж на мову пахарі, якою розмовляють на пагорбах Муррі. На відміну від інших різновидів гіндко, пахарі чи пенджабі, у ньому збереглися дзвінкі придихальні приголосні на початку слова: наприклад, gha «трава» проти. Панджабі kà, де придихання та озвучування були втрачені, що породжує низький тон на наступній голосній. Ця зміна звуку, однак, зараз поширюється і тут, але поки що вона вплинула лише на села, розташовані вздовж шосе Нілам. Цей різновид гіндко також поширений у сусідніх районах Кашміру, що знаходиться під управлінням Індії. Після Розділу мовні різновиди по обидві сторони Лінії контролю розійшлися кількома способами. Наприклад, у долині Нілам є більша частка запозичених слів урду, тоді як різноманіття, якими розмовляють через лінію контролю, зберегло більше традиційних слів гіндко.

## Освіта
Відповідно до звіту Рейтинг освіти Районів Пакистану 2017, опублікованого Аліфом Айланом, округ Нілум посідає 58 місце в національному рейтингу, пов’язаному з освітою, з освітнім балом 60,87. Район Нілум є найнижчим районом у всьому Азад Кашмірі.